# Henri Joseph Anastase Perrotin
Henri Joseph Anastase Perrotin (Saint-Loup, 19 de dezembro de 1840 — Nice, 29 de fevereiro de 1904) foi um astrônomo francês descobridor de asteroides. Algumas fontes dão seu nome do meio como Athanase.

Cratera marciana Perrotin

## Vida
No início de sua carreira, ele e Guillaume Bigourdan foram assistentes de Félix Tisserand no Observatório de Toulouse. Mais tarde, ele foi o primeiro diretor do Observatório de Nice em Nice, França, de 1884 até sua morte. Ele fez observações de Marte e tentou determinar o período de rotação de Vênus. Ele também calculou perturbações na órbita de 4 Vesta.
Na literatura, ele às vezes é referido como Henri Perrotin e às vezes como Joseph Perrotin (esta é realmente uma e a mesma pessoa). Ele também é referenciado no romance de H. G. Well "A Guerra dos Mundos" como "Perrotin of Nice". Suas 6 descobertas de asteróides são creditadas pelo Minor Planet Center a "J. Perrotin".
Ele ganhou o Prix Lalande em 1875 e 1883. A cratera marciana Perrotin e o asteroide interno do cinturão principal 1515 Perrotin foram nomeados em sua homenagem.

## Descobertas
| 138 Tolosa     | 19 de maio de 1874     |
| 149 Medusa     | 21 de setembro de 1875 |
| 163 Erigone    | 26 de abril de 1876    |
| 170 Maria      | 10 de janeiro de 1877  |
| 180 Garumna    | 29 de janeiro de 1878  |
| 252 Clementina | 11 de outubro de 1885  |